# Richard Morales
Ríchard Javier Morales Aguirre (født 21. februar 1975 i Las Piedras, Uruguay) er en uruguayansk tidligere fodboldspiller (Angriber).
Morales spillede gennem sin karriere 27 kampe og scorede seks mål for Uruguays landshold. Han debuterede for holdet 13. juli 2001 i et Copa América-opgør mod Bolivia. Han var en del af den uruguayanske trup til VM 2002 i Sydkorea/Japan, og spillede to af holdets tre kampe i turneringen, der endte med exit efter det indledende gruppespil.
På klubplan spillede Morales blandt andet for Nacional i hjemlandet, for Osasuna og Málaga i Spanien, samt for Grêmio i Brasilien.